# مطاردة (فلم 2022)
مطاردة (بالإنجليزية: Hunt) (الكورية: 헌트) هو فيلم إثارة تجسس كوري جنوبي عام 2022 من إخراج لي جونغ جاي في أول تجربة إخراجية له، الفيلم من بطولة لي جونغ جاي و جونغ وو سونغ. تمت دعوة الفيلم إلى قسم عرض منتصف الليل غير التنافسي في مهرجان كان السينمائي الدولي 2022. تم إصداره في 10 أغسطس 2022 في كوريا الجنوبية.

## الإطلاق
عرض الفيلم لأول مرة في مهرجان كان السينمائي الخامس والسبعين في 19 مايو 2022 في مسرح لوميير، حيث قوبل بحفاوة بالغة لمدة سبع دقائق. تم إصداره في دور العرض في 10 أغسطس 2022 بواسطة ميجابوكس. تم بيع حقوق توزيع الفيلم مسبقًا إلى 207 منطقة. تمت دعوة الفيلم إلى مهرجان تورونتو السينمائي الدولي لعام 2022 وتم عرضه في قسم العروض التقديمية في حفل توزيع الجوائز في سبتمبر 2022. حصلت ماغنوليا بيكتشرز على حقوق التوزيع لإصدار مسرحي أمريكي في ديسمبر من عام 2022 تحت راية ماغنت ريليسنج.
كان من المقرر أن يكون الفيلم متاحًا للبث على نيتفليكس اعتبارًا من 7 ديسمبر 2022، ولكن لم يتم توفيره بعد في كوريا الجنوبية.